# Kšullaka
Kshullak (či kshullaka, lit. malý či mladý) je mladý mnich Digambar Jain. Kshullak je občas přiřazován k titulu Varni, když jsou zaneprázdnění studiemi či učením. Mnichové řádu, k němuž Kshullakové náleží, se vyskytovali ve starověké Indii - šlo o poustevníky a posly Džinismu, Šramany a učení mnichů Digambar Jain.
Dobře známí kshullakové zahrnují:
- Kshullaka Ganesh Varni
- Kshullaka Jinendra Varni

Digambar Jain Shravaka na nejvyšší hodnosti jedenácté pratimy je buď kushllaka nebo ailaka. Je pouze o stupeň pod řádným mnichem muni. Jak se má chovat je předepsáno v Vasunandi Shravakachara a Lati Samhita. Kshullaka nosí bederní roušku (kaupina) a bílou obdélníkovou látku jako zábal. Ailak používá pouze bederní pás. Kshullaka může žít v domě, nebo může být poutníkem. Může jíst potraviny z dlaní, nebo z misky. Jí jednou denně. Může žebrat u jednoho domu, nebo u několika z nich.
Kshullaka může držet yajnopavita a Shikha. V tradici Jain je Narada muni považován za mnicha kshullaka Jain.
Město Kolhapur v Maharashtrě bylo také kdysi známé jako Kshullakapur, díky přítomnosti velkého počtu mnichů Jain během vlády Shilahara.